# 阿納茲氏管竺鯛
阿納茲氏管竺鯛（學名：Siphamia arnazae），又稱阿納茲氏管天竺鯛，為輻鰭魚綱鈎頭魚目天竺鯛科管竺鯛屬下的一個種，分布於西太平洋巴布亞紐幾內亞海域，深度8至20公尺，本魚體橢圓，高而側扁，頭大、眼大、口大且斜裂，前鰓蓋骨邊緣角周圍有小鋸齒，腹部具有發光器官，體半透明帶淡粉紅色或橙色，頭部和身體前三分之二的地方覆蓋著密集的大小不等的橙色斑點，眼睛中間有一條突出的「貓眼」黑條紋，覆蓋了中心的瞳孔，兩側是覆蓋剩餘虹膜的白色新月形，背鰭2個，尾鰭叉形，背鰭硬棘7-8枚、背鰭軟條8-9枚、臀鰭硬棘2枚、臀鰭軟條8枚，體長可達2.1公分，棲息有遮蔽的珊瑚礁坡，夜間活動，屬肉食性，繁殖期時，雄魚具有口孵習性，卵約7日化成仔魚，由雄魚吐出，具短暫的仔魚飄浮期，生活習性不明。